# Érkörtvélyes község
Érkörtvélyes község (románul: Comuna Curtuișeni) község Bihar megyében, Romániában. Központja Érkörtvélyes, hozzá tartozik Érvasad.

## Népessége
A 2011-es népszámlálás adatai alapján a község népessége 3780 fő volt.